# Кольбиков, Александр Филиппович
Александр Филиппович Кольбиков (1885—1918) — войсковой старшина 21-го Кубанского пластунского батальона, герой Первой мировой войны, участник Белого движения.

## Биография
Казак хутора Широчанского станицы Старощербиновской Кубанской области.
Окончил 3-й Московский кадетский корпус (1907) и Киевское военное училище (1909), откуда выпущен был хорунжим в 5-й Кубанский пластунский батальон. Произведён в сотники 5 октября 1912 года.
С началом Первой мировой войны, 6 июня 1915 года переведён в 21-й Кубанский пластунский батальон. Удостоен ордена Св. Георгия 4-й степени
За то, что, командуя сотней в боях с 28 июня по 4 июля 1915 года у с. Коп, повёл в атаку свою сотню под сильным пулемётным и ружейным огнём неприятеля на высокую и сильно укреплённую высоту и, невзирая на полученные в этом бою разновременно три раны в грудь, бок и ногу, воодушевляя свою сотню, взял три яруса окопов. Благодаря мужеству и настойчивости есаула Кольбикова был занят важнейший пункт позиции и бой решён в нашу пользу.
Произведён в подъесаулы 28 октября 1915 года «за отличия в делах против неприятеля», в есаулы — 17 сентября 1916 года «за отличия в делах против неприятеля», в войсковые старшины — 19 сентября 1917 года.
В Гражданскую войну участвовал в Белом движении на Юге России, в Добровольческой армии — командир 8-го Кубанского пластунского батальона, полковник. Убит под станицей Невинномысской 21 октября 1918 года.

## Награды
- Орден Святой Анны 3-й ст. с мечами и бантом (ВП 31.03.1916)
- Орден Святой Анны 4-й ст. с надписью «за храбрость» (ВП 7.06.1916)
- Орден Святого Станислава 3-й ст. с мечами и бантом (ВП 7.06.1916)
- Орден Святого Георгия 4-й ст. (ВП 15.10.1916)